# ケールヴェクシュタディオン
ケールヴェクシュタディオン（Kehrwegstadion）は、ベルギー・リエージュ州オイペンにあるサッカー専用スタジアム。KASオイペンがホームスタジアムとして使用している。

## 概要
1947年にKASオイペンのホームスタジアムとして開場。2009-10シーズンにKASオイペンがジュピラー・プロ・リーグへと昇格すると、1部のリーグ戦開催基準を満たすために総工費500万ユーロを投じての改修工事として厳冬期のピッチ凍結を防ぐ電熱ヒーターを芝生の下に引き、投光器の建て替えなどを行なった。
2007年にはUEFA U-17欧州選手権2007の会場に選ばれ、グループAの3試合が開催された。